# Brookesia confidens
Brookesia confidens — вид ящірок з роду Брукезія з родини Хамелеонів. Інша назва «листяний хамелеон».

## Опис
Загальна довжина досягає 29—36,2 мм. Спостерігається статевий диморфізм: самиці більші за самців. Голова велика, ніс трохи витягнутий. Геміпеніс вузький. Гребінець на спині не чітки. На череві присутні 13 маленьких горбиків.
Забарвлення голови, спини, хвоста коливається від світло-сірого до бежевого кольору. Боки — коричневі, на черевній стороні є розмиті, сіро-мармурові розводи. Навколо вузликів на фалангах — темно-коричневі плями. Кінцівки темно-коричневі. Під час небезпеки ця брукезія здатна швидко міняти колір, внаслідок чого на череві з'являються широкі, розпливчасті смуги.

## Спосіб життя
Полюбляє лісисті місцину недалеко у горах. Зустрічається на викоті до 90 м над рівнем моря. Увесь час перебуває на деревах або чагарниках, втім не підіймається по ним надто високо. харчується дрібними безхребетними.
Самиця відкладає до 2 яєць.

## Розповсюдження
Мешкає на о.Мадагаскар в області Анкарана.